# Multiseat Display Manager

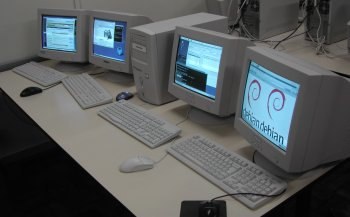
Estación multiseat con cuatro usuarios simultáneos

Multiseat Display Manager  (MDM) o Manejador de Pantalla Multiseat, no es un manejador de pantalla sino un envoltorio (wrapper) sobre el manejador de pantalla real. Es utilizado para configurar ambientes multiseat, permitiendo a los usuarios cambiar una máquina normal en una máquina multiseat con solo instalar un paquete.

## Formas de configurar ambientes multiseat
Hay muchas maneras de configurar ambientes multiseat. Alguna gente usa servidores X, mientras que otros usan múltiples instancias del servidor X o quizá VNC o DirectFB o cualquier otra cosa. También, combinado estas soluciones, la gente puede querer utilizar GDM, KDM, XDM, manejadores de pantalla X remoto o muchos otros. La meta del paquete del mdm es ser lo suficientemente genérica para poder ser usado con cualquier solución.

## Funcionamiento
El mdm consiste en dos partes distintas: el núcleo, simplemente llamado mdm, que es el código de solución independiente, y el modo multiseat, que es el código de solución dependiente. El núcleo es instalado por el paquete del mdm y los otros modos multiseat son instalados por otros paquetes (como el mdm-xephyr-gdm, que combina Xephyr y GDM). Hay también algunos modos por defecto dentro del paquete mdm, como el xephyr-xdmcp, que solo enciende los servidores X conectados con los servidores remotos del xdmcp. Los modos que tienen dependencias adicionales son proporcionados por otros paquetes.

## El mdm
El núcleo del paquete es responsable de detectar los dispositivos de entrada, tarjetas video, crear el xorg.conf, asociando puestos de trabajo los dispositivos y después llamando los modos.

## Modos del multiseat
Los modos son realmente scripts bash que definen algunas funciones específicas que son llamadas para iniciar las pantallas usadas por los puestos de trabajo. Están situados generalmente en /usr/share/mdm/modes. Para cambiar entre los modos, es necesario editar la variable MULTISEAT_MODE dentro del archivo de configuración del mdm.

## Usando el mdm
Hay 3 maneras de usar el mdm.:
- Instalando el paquete mdm desde los repositorios del Centro para la Computación Científica y el Software Libre
- Compilar e instalar el mdm desde git
- Descargar el LiveCD y arrancarlo desde la máquina.

Se deberá instalar el paquete principal del mdm, el paquete para el modo multiseat que se quiera usar y después editar el archivo de configuración del mdm para usar el modo correcto y para cambiar otras preferencias.